# Marco Uccellini
Marco Uccellini, född 1603 eller 1610 i Forlimpopoli i Forli (nuvarande Italien), död 11 september 1680 i samma stad, var en violinist och kompositör under barocken.

## Liv och utbildning
Marco Uccellini fick sin utbildning i Assisi, och 1639 i Modena. Han blev musikerdirektör (Capo degl’ instrumentisti) vid Francesco I av Estes hov i Modena. Han blev på dennes inrådan 1647 musikdirektör (Maestro di cappella) vid Katedralen i Modena 1647 till 1665. Under den tiden var han även musikdirektör vid Ranuccio II Farneses hov i Parma, vid vilket han fortsatte sedermera, även efter dennes död.

## Musikaliska innovationer
Uccellinis utveckling av användningen av violinen som instrument var bland annat sjätte positionen och musikaliska språng (frekvensdanser) vilket influerade män som Johann Heinrich Schmelzer, Heinrich Biber och Johann Jakob Walther.

### Verk
- Le navi d’Enea; balett, 1673, Parma
- Gli eventi di Filandro ad Edessa; opera, 1675, Parma, Collegio dei Nobili
- Il Giove d’Elide fulminato; balett, 1677, Parma
- Sinfonie et correnti, Op. 2 (1639)
- Arie et correnti, Op 3 (Venice, 1642) med Sopra la Bergamasca (1642)
- Correnti et arie, Op 4
- Over canzoni, Op. 5 (1649) Don Marco Uccellini: Sonata over Canzoni Op 5 (1649). Performed by Arparla with Davide Monti (baroque violin) and Maria Christina Cleary (arpa doppia). Stradivarius STR 37023, 2015. http://www.stradivarius.it/scheda.php?ID=801157037023500
- Psalmerna a 1, a 3, 4, et a 5 concertati parte con istromenti e parte senza con Letanie della Beata Vergine Concertate a 5 con istromenti, Op. 6 (Venedig, 1654)
- Ozio regio, Op. 7
- Symfonin Boscarecie, Op. 8, en samling om 37 delar för violin och bas. Den tryckets först i Venedig 1660 men omtrycket i  Antwerpen av 1669 är mer använt "Sinfonie Boscarecie"
- Sinfonici concerti brevi e facili, Op. 9